# Maratón de San Diego
La Maratón de San Diego (nombre completo en inglés: Rock 'n' Roll San Diego Marathon) es una maratón anual que tiene lugar en San Diego, California. La primera edición tuvo lugar en 1998. La disciplina deportiva pertenece a Competitor Group, Inc., dueña del grupo Rock 'n' Roll Marathon Series. Desde 2010 se celebra la media maratón en la que los corredores deben recorrer 21,09 km.
Al principio el evento tenía lugar en la 6TH Avenue con Palm hasta el Muelle del Marine Corps Recruit Depot. En 2010 se realizó un nuevo itinerario con la meta en el SeaWorld. En 2013 se produjo un nuevo cambio al establecer la línea final en el estadio Petco Park. Los corredores deben completar la ruta en siete horas, en cuanto a la media maratón el límite es de cuatro por el mismo trayecto pero en grupos de cuatro en cada punto similar a las carreras de relevos.
Desde sus orígenes, los organizadores han afirmado haber recaudado 100 millones de dólares con fines benéficos (véase sección de abajo). En 2006 participaron 21.159 corredores, de los cuales 17.339 cruzaron la línea de meta.
En 2013 el atleta keniata Bernard Koech estableció el récord de la media maratón al cruzar la línea en 58:41 minutos, sin embargo la IAAF no reconoció el resultado alegando que la ruta tenía varios desniveles que favorecía a los corredores a la hora de ganar velocidad.

## Controversias por malversación
En 2008 Competitor Group se hizo con el control de Elite Racing, compañía organizadora de las anteriores ediciones de la maratón. Tras una auditoría interna de 2009 quedaron al descubierto irregularidades en los fondos recaudados. Supuestamente Elite Racing Foundation estuvo lucrándose con el dínero que debía ir en un principio para fines sociales (enseñanza e inversión en investigaciones médicas).
Tras la revelación de estos movimientos, la organización declaró que devolvería 190.500 dólares al condado de San Diego y 152.544 al ayuntamiento. En cuanto al resto, fue donado a ONGs. Finalmente la fundación se disolvió. En octubre de 2009 sanearon las cuentas tras desembolsar 344.176 dólares.

## Ediciones

### Gran maratón
En verde plusmarca actual:
| Edición | Año                 | Ganador (Categoría masculina) | País           | Tiempo (h:m:s) | Ganadora (Categoría femenina) | País           | Time (h:m:s) |
| ------- | ------------------- | ----------------------------- | -------------- | -------------- | ----------------------------- | -------------- | ------------ |
| 18.ª    | 31 de mayo de 2015  | Igor Campos                   | Estados Unidos | 2:37:05        | Lenore Moreno                 | Estados Unidos | 2:41:39      |
| 17.ª    | 1 de junio de 2014  | Ben Bruce                     | Estados Unidos | 2:23:50        | Anna Corrigan                 | Estados Unidos | 2:44:26      |
| 16.ª    | 3 de junio de 2013  | Simon Njoroge                 | Kenia          | 2:15:00        | Natalya Sergeyeva             | Rusia          | 2:35:05      |
| 15.ª    | 3 de junio de 2012  | Nixon Machichim               | Kenia          | 2:10:03        | Alevtina Ivanova              | Rusia          | 2:27:44      |
| 14.ª    | 5 de junio de 2011  | Terfa Negari                  | Etiopía        | 2:11:18        | Bizunesh Deba                 | Etiopía        | 2:23:31      |
| 13.ª    | 6 de junio de 2010  | Richard Limo                  | Kenia          | 2:09:56        | Yulia Gromova                 | Rusia          | 2:27:38      |
| 12.ª    | 31 de mayo de 2009  | Khalid El Boumlili            | Marruecos      | 2:11:16        | Yulia Gromova                 | Rusia          | 2:27:37      |
| 11.ª    | 1 de junio de 2008  | Simon Wangai                  | Kenia          | 2:10:07        | Yulia Gromova                 | Rusia          | 2:28:23      |
| 10.ª    | 3 de junio de 2007  | Daniel Yego                   | Kenia          | 2:09:04        | Hellen Jemaiyo Kimutai        | Kenia          | 2:32:40      |
| 9.ª     | 4 de junio de 2006  | Ambesse Tolosa                | Etiopía        | 2:10:08        | Alice Chelangat               | Kenia          | 2:28:21      |
| 8.ª     | 5 de junio de 2005  | Christopher Cheboiboch        | Kenia          | 2:09:17        | Gete Wami                     | Etiopía        | 2:30:55      |
| 7.ª     | 6 de junio de 2004  | Joseph Ngolepus               | Kenia          | 2:11:04        | Tatyana Titova                | Rusia          | 2:29:36      |
| 6.ª     | 1 de junio de 2003  | Osoro Ondoro                  | Kenia          | 2:09:38        | Irina Bogachova               | Kirguistán     | 2:29:52      |
| 5.ª     | 2 de junio de 2002  | Sammy Korir                   | Kenia          | 2:09:02        | Alice Chelangat               | Kenia          | 2:29:57      |
| 4.ª     | 3 de junio de 2001  | John Kagwe                    | Kenia          | 2:10:07        | Margaret Okayo                | Kenia          | 2:25:05      |
| 3.ª     | 4 de junio de 2000  | Wolashe Belay                 | Etiopía        | 2:12:45        | Margaret Okayo                | Kenia          | 2:27:05      |
| 2.ª     | 23 de mayo de 1999  | Philip Tarus                  | Kenia          | 2:08:33        | Irina Bogachova               | Kirguistán     | 2:28:46      |
| 1.ª     | 21 de junio de 1998 | Philip Tarus                  | Kenia          | 2:10:42        | Nadezhda Ilyina               | Rusia          | 2:34:17      |

### Media maratón
| Edición | Año                | Ganador (Categoría masculina) | País           | Tiempo (h:m:s) | Ganadora (Categoría femenina) | País           | Tiempo (h:m:s) |
| ------- | ------------------ | ----------------------------- | -------------- | -------------- | ----------------------------- | -------------- | -------------- |
| 4.ª     | 3 de junio de 2013 | Bernard Koech                 | Kenia          | 58:41          | Edna Kiplagat                 | Kenia          | 1:08:57        |
| 3.ª     | 3 de junio de 2012 | Meb Keflezighi                | Estados Unidos | 1:03:11        | Kim Smith                     | Nueva Zelanda  | 1:08:37        |
| 2.ª     | 5 de junio de 2011 | Meb Keflezighi                | Estados Unidos | 1:02:40        | Gina Slaby                    | Estados Unidos | 1:16:33        |
| 1.ª     | 6 de junio de 2010 | Sergio González               | Estados Unidos | 1:07:18        | Jacquelyne Gallegos           | Estados Unidos | 1:21:04        |

## Harriette Thompson
En 2015 fue establecido un récord al participar la atleta más longeva de la historia de la competición: Harriette Thompson, con 92 años y dos meses y la cual cruzó la línea de meta en 7:24:36 horas.